# 2,6-dimetilfenolo
Il 2,6-dimetilfenolo (o 2,6-DMP) è un fenolo.
A temperatura ambiente si presenta come un solido incolore dall'odore di fenolo. È un composto tossico, corrosivo, pericoloso per l'ambiente.